# Kurzawka drobna
Kurzawka drobna (Bovista pusilla (Batsch) Pers.) – gatunek grzybów z rodziny purchawkowatych (Lycoperdaceae). Przez laików często błędnie uważany za purchawki. Różni się od nich brakiem płonnej części (trzonu pod owocnikiem).

## Systematyka i nazewnictwo
Pozycja w klasyfikacji według Index Fungorum: Bovista, Lycoperdaceae, Agaricales, Agaricomycetidae, Agaricomycetes, Agaricomycotina, Basidiomycota, Fungi.
Po raz pierwszy opisał go w 1789 r. August Johann Georg Karl Batsch, nadając mu nazwę Lycoperdon pusillum.W 1801 r. Christiaan Hendrik Persoon przeniósł go do rodzaju Bovista. Pozostałe synonimy:
- Bovistaria pusilla (Batsch) P. Karst.1889
- Globaria pusilla (Batsch) Quél.1873
- Lycoperdon ericetorum var. pusillum (Batsch) F. Šmarda1958
- Lycoperdon polymorphum var. pusillum (Batsch) F. Šmarda1958
- Pseudolycoperdon pusillum (Batsch) Velen.1947

W 2025 r. Komisja ds. Polskiego Nazewnictwa Grzybów Polskiego Towarzystwa Mykologicznego zarekomendowała używanie nazwy kurzawka drobna. Wcześniej gatunek ten był uznany za synonim Bovista dermoxantha (Vittad.) Toni i pod taką nazwą opisywany jako kurzawka drobniutka. Według Index Fungorum są to jednak odrębne gatunki.

## Morfologia
Owocnik
Kulisty lub półkulisty o średnicy 0,5–3 cm, o podstawie czasami pofałdowanej, z podłożem luźno związany sznurami grzybniowymi. Powierzchnia szarobrązowa, egzoperydium początkowo prawie gładkie, potem chropowate, ziarniste, pod lupą z kępkami niskich i tworzących wyraźne skupiska dość trwałych, kolców, u młodych okazów białych, u starszych brązowych. Endoperydium papierowato-jedwabiste, matowe lub nieco błyszczące, szarobrązowe, rzadziej żółtobrązowe lub czerwonobrązowe, u podstawy czasem czarniawe. Po dojrzeniu pęka na szczycie okrągłym otworem o średnicy 0,2–1 mm, z czasem otwór nieregularnie rozszerza się. Gleba początkowo jasna, potem ciemniejąca, beżowobrązowa do oliwkowobrązowej. Podglebia brak, lub słabo wykształcone.
Cechy mikroskopowe
Wysyp zarodników beżowobrązowy. Bazydiospory 3,3–5,5 μm, kuliste lub owalne, gładkie lub z drobnymi brodawkami o wysokości do 0,3 μm, bez sterygm. Włośnia silna, dichotonomicznie rozgałęziona, dość cienkościenna, krucha, o barwie od żółtobrązowej do brązowej, z przegrodami oraz rzekomymi przegrodami i licznymi, bardzo drobnymi jamkami, bez zgrubień. Nibywłośnia słabo rozwinięta.

## Występowanie i siedlisko
Występuje na niektórych wyspach i na wszystkich kontynentach poza Antarktydą. W Polsce w 2003 r. Władysław Wojewoda przytoczył wiele stanowisk, w późniejszych latach podano następne, a bardziej aktualne podaje internetowy atlas grzybów.
Naziemny grzyb saprotroficzny. Występuje na suchych, piaszczystych miejscach, wydmach, skałach, pastwiskach poboczach dróg, przeważnie poza lasem.
Młode owocniki są jadalne.